# Miradouro do Monte das Cruzes

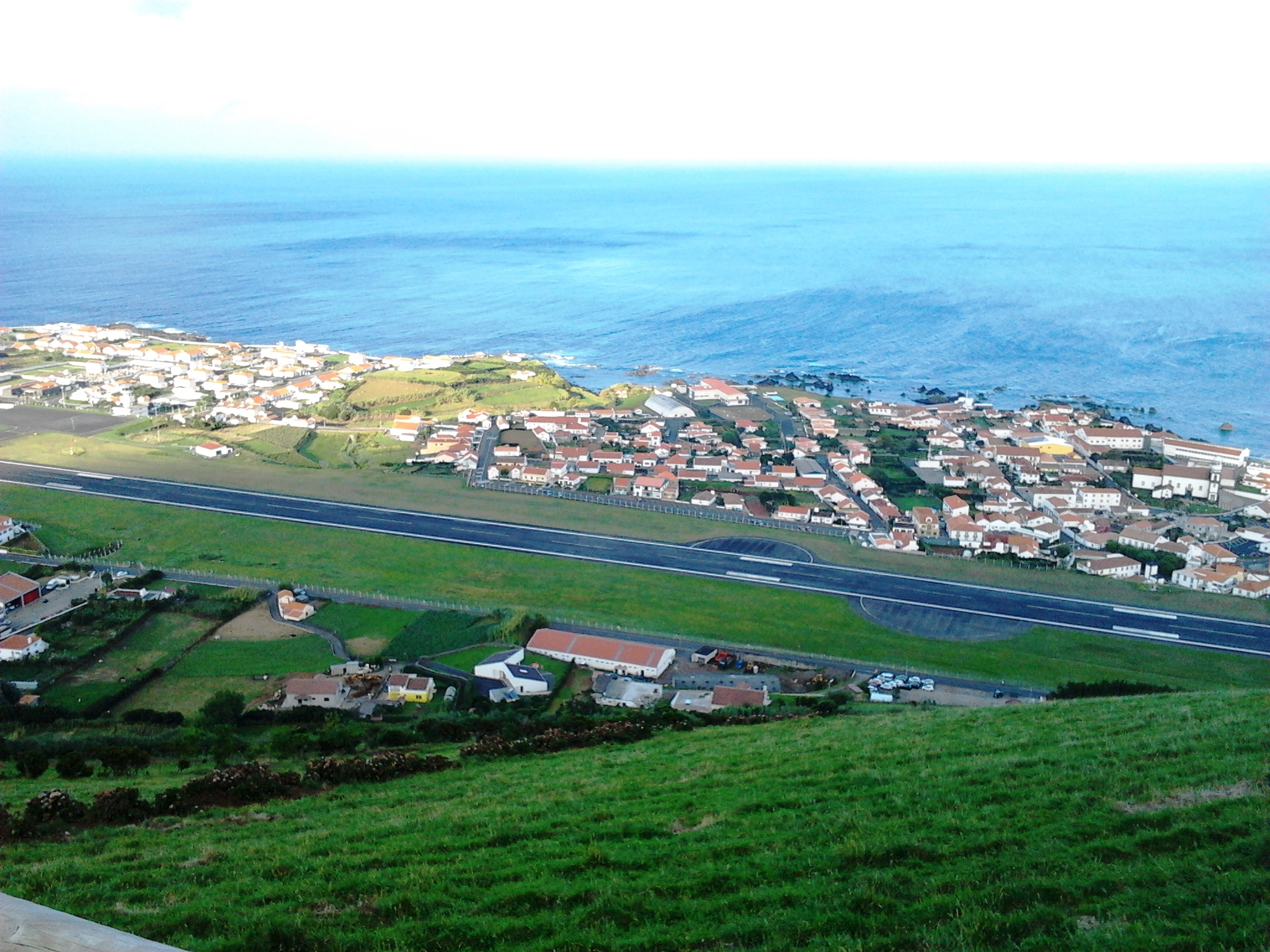
Vista da vila de Santa Cruz das Flores a partir do Miradouro do Monte das Cruzes

O Miradouro do Monte das Cruzes é um miradouro português localizado no concelho de Santa Cruz das Flores, ilha das Flores, arquipélago dos Açores.
Este miradouro fica no Monte das Cruzes e debruça-se sobre a Vila de Santa Cruz das Flores, o casario da mesma vila, o mar em frente e todo o verde de uma extensa paisagem que se estende a perde de vista deste a terra até um distante horizonte de mar.

## Referêcnias
- Miradouro do Monte das Cruzes.
- Açores, Natureza Viva.
- Miradouro do Monte das Cruzes.